# Mik (strip)
Mik is de naam van een strip van Gerrit de Jager die voor het eerst verscheen in het Nederlandse weekblad Margriet.
Inmiddels zijn er ook stripboeken van Mik verschenen die als bundel in de winkel te koop zijn. Hierin wordt het gezinsleven in beeld gebracht van een werkende vader en moeder (Huib en Mik) die een erg eigenwijs kind hebben, genaamd Zusje. Later komt er ook nog een baby bij. Op humoristische wijze laat Gerrit de Jager zijn lezers het gezinsleven van een 'normale' familie meebeleven.

## Albums
- 1. Mik
- 2. Ja zusje, nee zusje